# René Caby
René Auguste Caby, né le 15 novembre 1920 à Lallaing dans le Nord et fusillé le 15 décembre 1942 au fort du Vert-Galant à Wambrechies, est un militant communiste et un résistant français.

## Biographie
René Auguste Caby naît le 15 novembre 1920 à Lallaing dans le département du Nord. Son père, Auguste Caby, est sondeur, sa mère, Blanche Dujardin, est sans profession.
René Caby est ouvrier agricole, il vit à Vred. Il se marie le 12 avril 1941 avec Angèle Angélique Dubusse à Marchiennes-Campagne, cette commune est absorbée cinq ans plus tard par Rieulay. Leur fils André naît à Marchiennes-Campagne le 13 juillet 1940 mais meurt à Vred le 1er mars 1941. Leur fille Andrée Blanche naît à Vred le 23 septembre 1941 mais meurt le 31 janvier 1942 dans cette même commune.
René Caby est un militant communiste, il rejoint la Résistance durant l'Occupation, premièrement au sein du groupe Ferrari, puis au sein de la 20e compagnie FTP. C'est par ce biais qu'il participe au sabotage des écluses de Warlaing puis de Lallaing sur la Scarpe, puis de la voie ferrée de la ligne de Douai à Blanc-Misseron entre Douai et Valenciennes. Après l'arrestation du vrédois François Sans, son frère jumeau Élisée reprend avec René Caby sa succession dans différentes responsabilités,.
Les Renseignements généraux de Valenciennes l'arrêtent le 18 septembre 1942 à Pont-de-la-Deûle, hameau de Flers-en-Escrebieux, pour « menées communistes et détentions d’armes prohibées », il est emprisonné à la maison d'arrêt de Douai puis à la prison de Loos. Le tribunal militaire allemand FK 678 de Valenciennes le condamne à mort le 2 décembre 1942 et il est fusillé le 15 décembre, au fort du Vert-Galant à Wambrechies, en compagnie de deux autres Français Léon Fondu et Georges Recat de Marly, un Italien Bernard Nigra de Fresnes-sur-Escaut, et deux Polonais : Georges Boulom de Somain et Jean Wayzand de la fosse De Sessevalle, sise à Somain.
Il est inhumé au cimetière de Rieulay, près de l'entrée, avec ses beaux-parents et ses enfants. Une rue porte son nom à Rieulay. Une autre porte également son nom à Vred, elle prend naissance devant sa mairie, avec le croisement de la route départementale no 25, croise la rue Richez-Ferrari et continue vers l'est-nord-est du finage. Son nom, mal orthographié (Gaby au lieu de Caby), figure sur le monument aux morts sis dans le cimetière de Vred. Il est fait chevalier de la Légion d'honneur à titre posthume par décret du 30 septembre 1959.

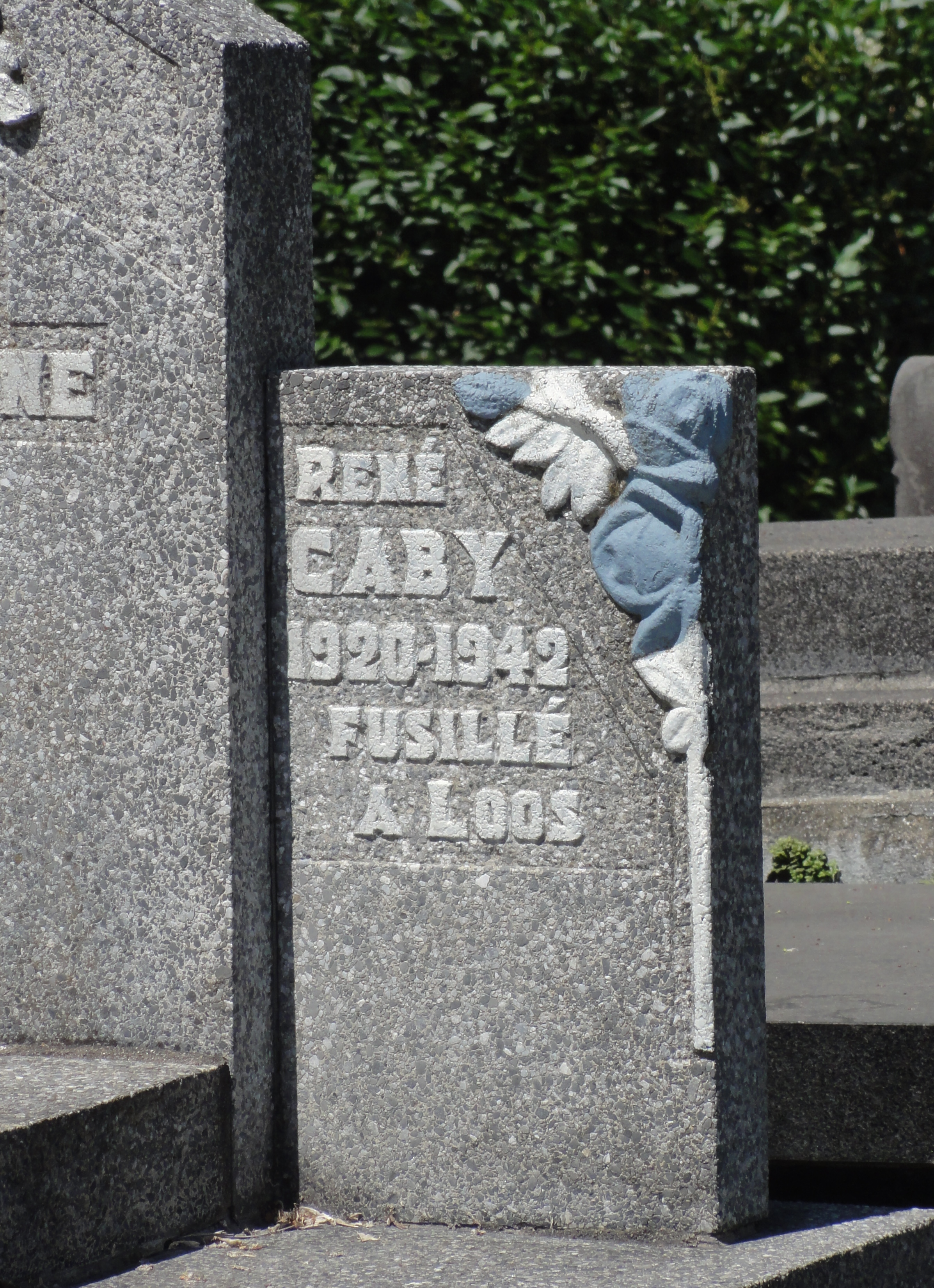
Détail de sa tombe.
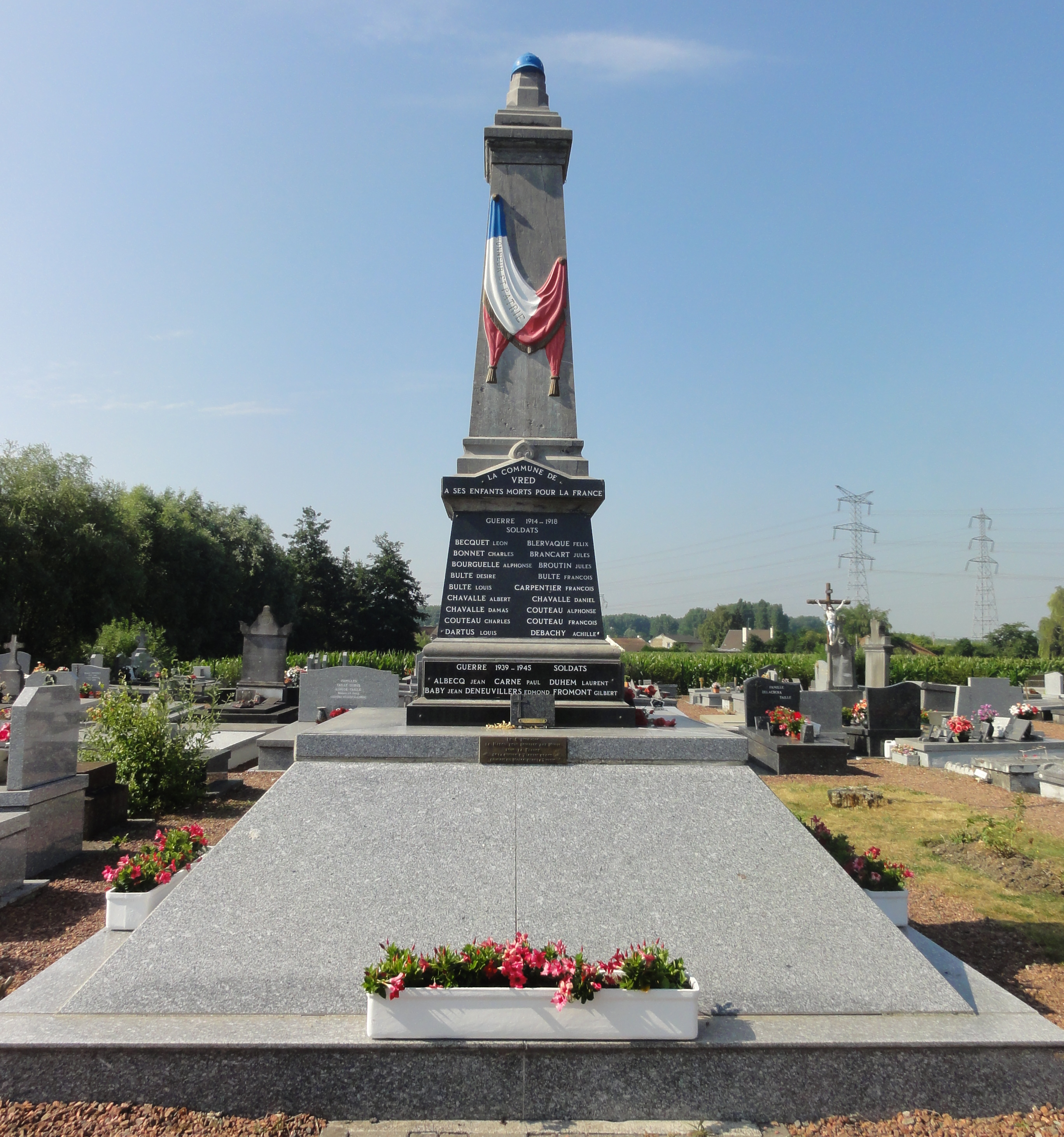
Monument aux morts de Vred.
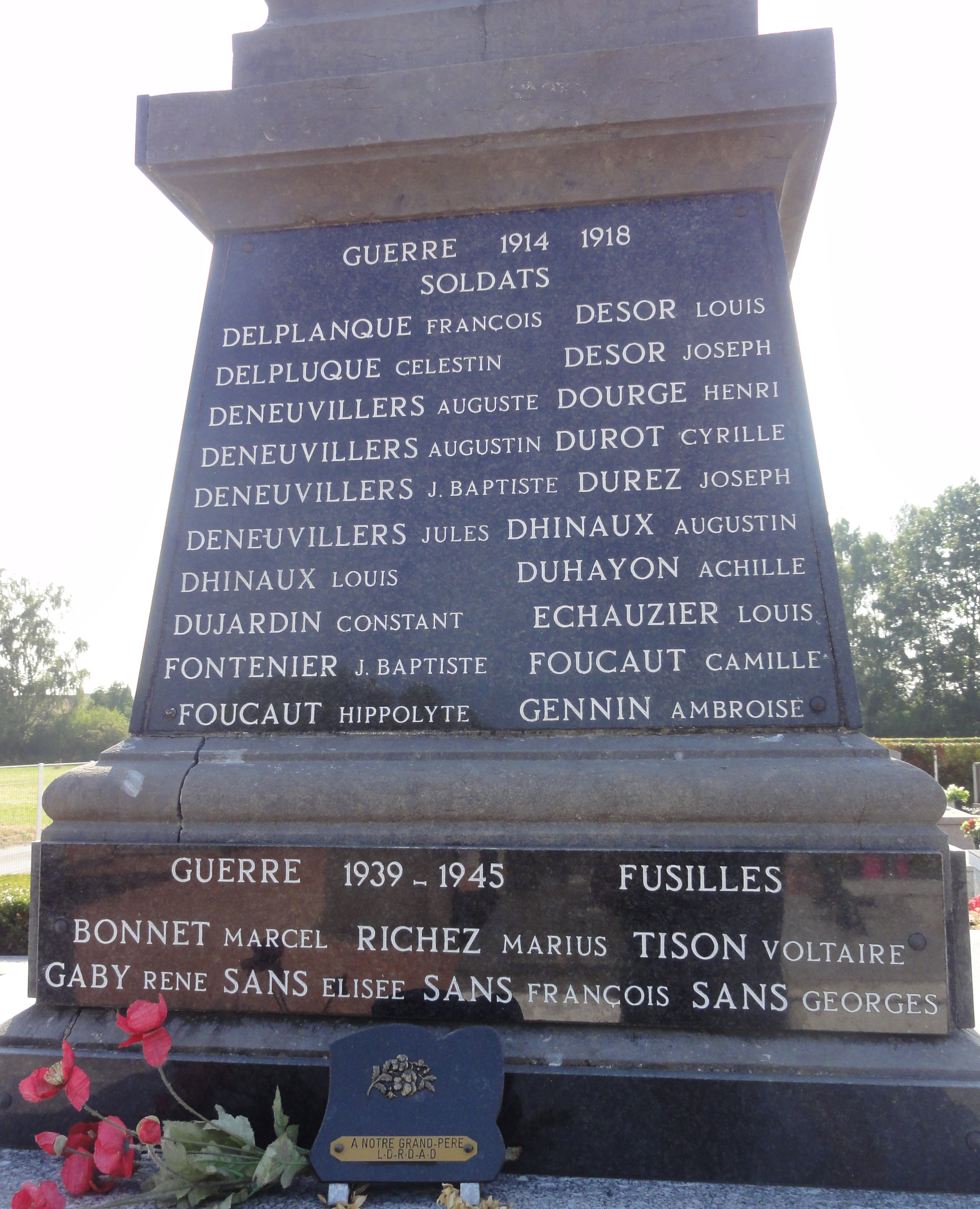
Détail du monument aux morts de Vred.
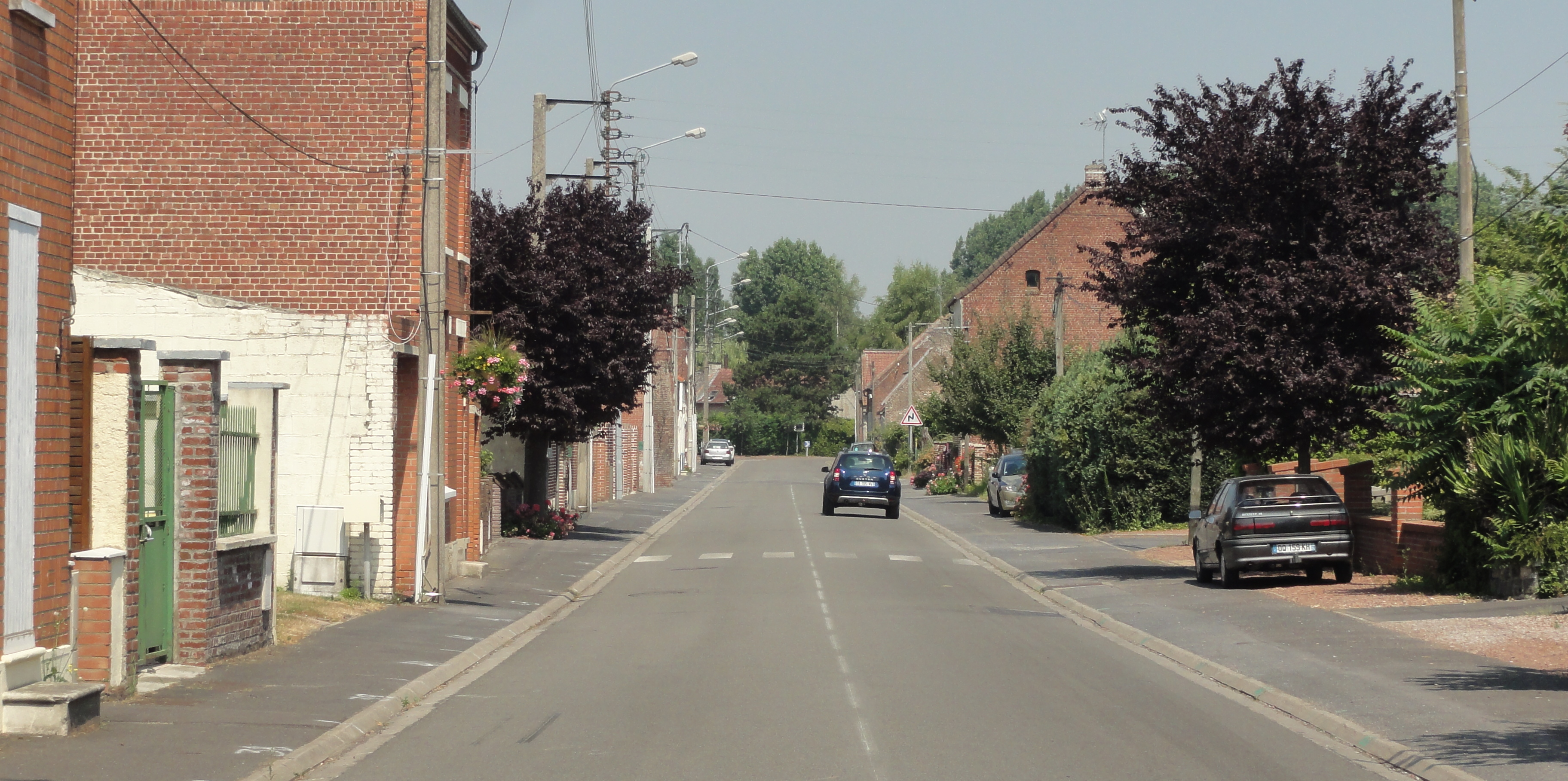
La rue René-Caby à Rieulay en juillet 2018.
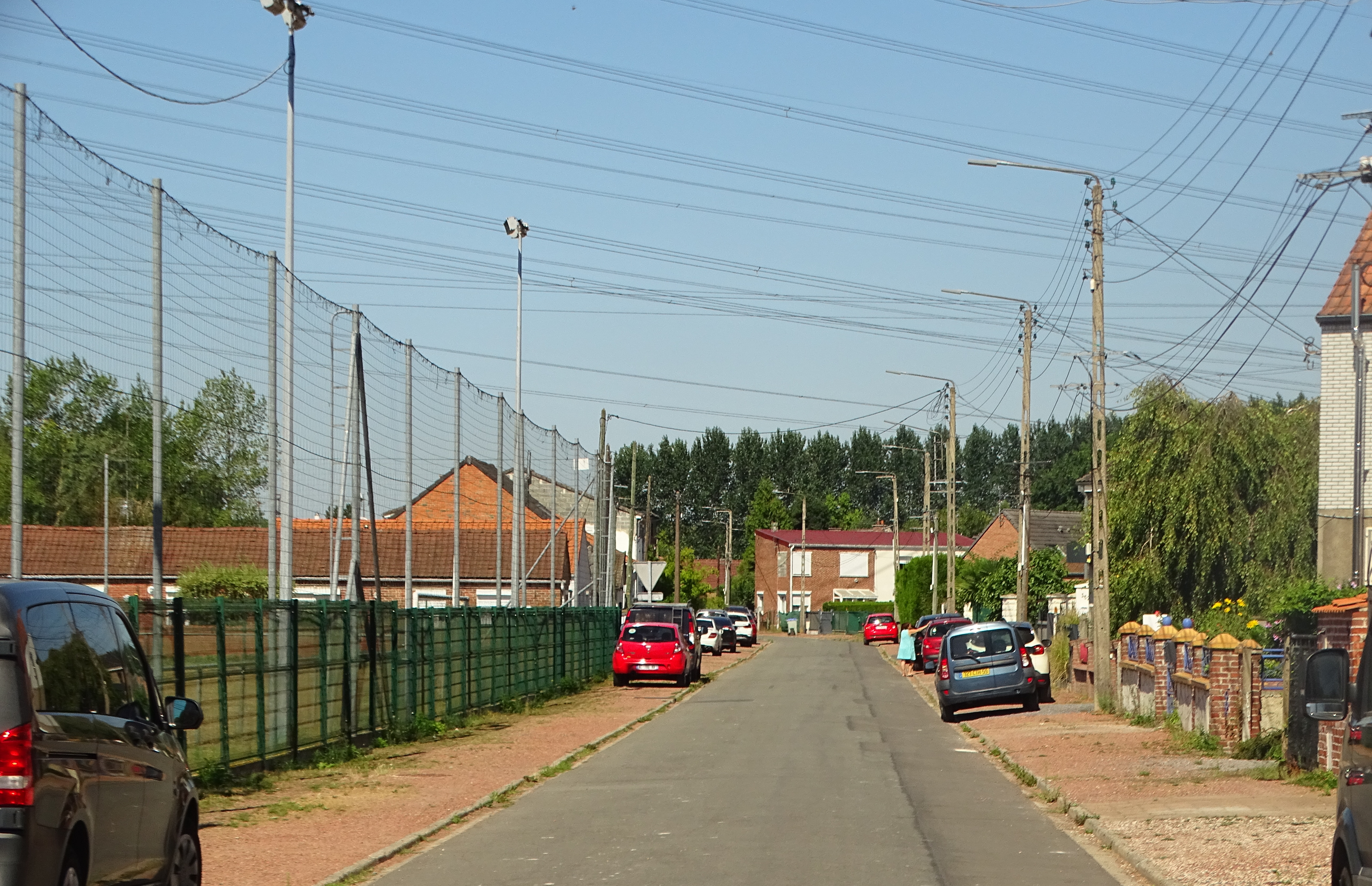
La rue René-Caby à Vred en août 2022.

## Distinctions
- Chevalier de la Légion d'honneur (décret du 30 septembre 1959)[8]